# Роджер Утлаг

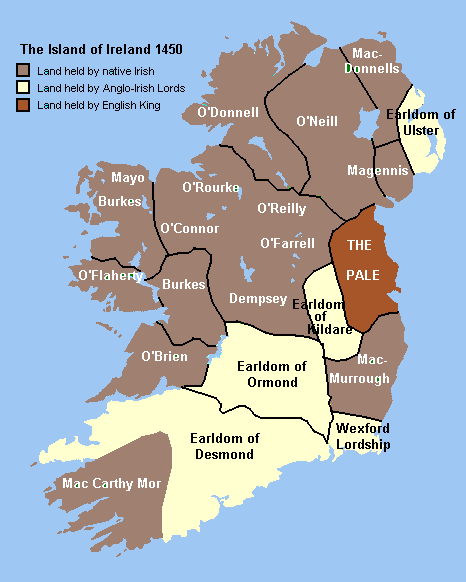
Ірландія в середні віки. Показані англійські володіння, володіння графів Ормонд та Фіцджеральд, володіння незалежних ірландських кланів та королівств.

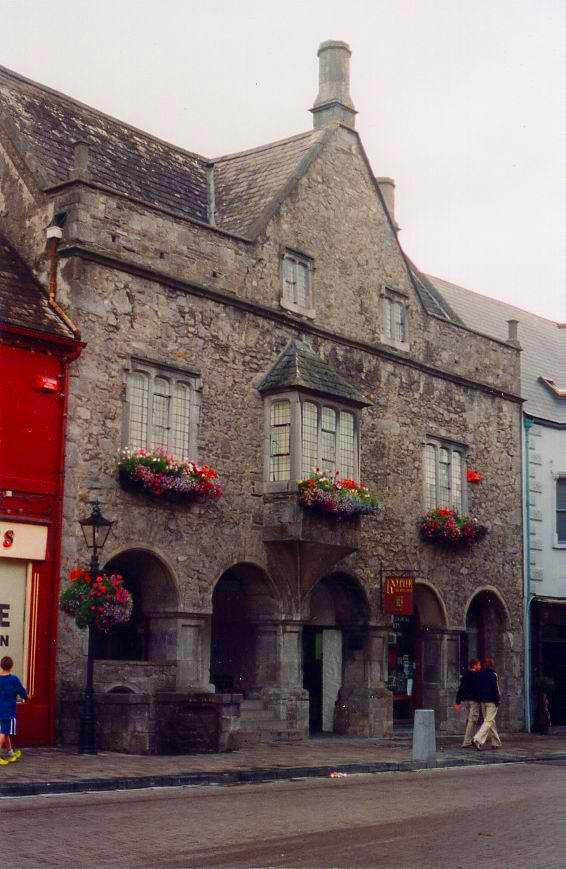
Рот-Хаус в Кілкенні, будинок в місті і тих часів коли народився Роджер Утлаг.

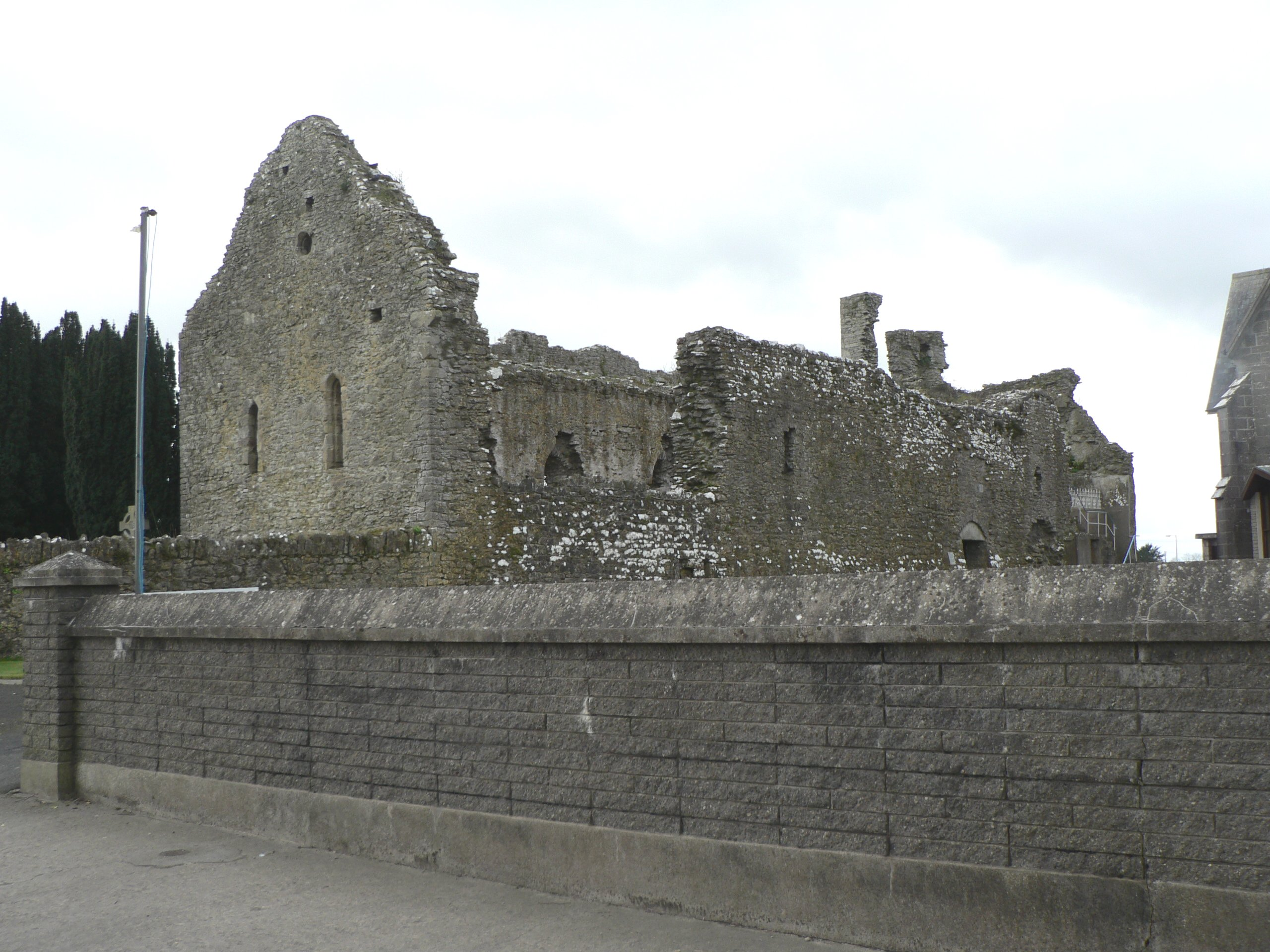
Руїни церкви ордену Госпітальєрів, де помер Роджер Утлаг.

Роджер Утлаг або Роджер Аутло (ірл. Roger Utlagh, англ. Roger Outlawe) (бл. 1260 — 1341) — Роджер Атла або Роджер Атлах — відомий ірландський священник, юрист, суддя, державний та церковний діяч XIV століття, пріор Кілмейнхема, лорд-канцлер Ірландії. Він був шурином відомої відьми з Кілкенні Аліси Кайтелер, і сьогодні його пам'ятають головним чином завдяки його зусиллям захистити її від судового переслідування, а згодом дозволив їй уникнути покарання під час процесу над відьмами в Кілкенні 1324 року.

## Життєпис

### Походження та політична кар'єра
Роджер Утлаг народився в Кілкенні у впливовій та багатій родині. Родина Утлаг або Аутло була багатою родиною купців з Кілкенні, Ірландія. Ірландське слово Утлаг (ірл. Utlagh) означало «людину, що перебуває поза законом», хоча це слово і не було загальновживаним. Його брат Вільям Утлаг був мером Кілкенні близько 1301 року: Вільяма Утлага найбільше запам'ятали як першого чоловіка Аліси Кайтелер. Такі родичі завдали потім великих проблем Роджеру Утлагу.
Роджер Утлаг приєднався до Ордену лицарів-госпітальєрів: це був військовий орден, і Роджер служив військовим командиром англійської армії, воював проти шотландців під час війни за незалежність Шотландії, у цій якості він, як кажуть, добре служив Короні Англії; він також допоміг організувати захист Дубліна під час війни Едварда Брюса на незалежність Ірландії. У нагороду його орден отримав землі в Чапелізод. У 1317 році він став пріором дому Ордену в Кілмейнхемі: він отримав мав право засідати в парламенті, де незабаром набув репутації здібного державного діяча. Він був обраний лорд-канцлером Ірландії в 1321 році і служив на цій посаді до 1325 року. Між 1320 роком і своєю смертю в 1341 році він часто виконував обов'язки юстиціарія Ірландії (юридична посада) або заступника юстиціарія Ірландії та скликав парламент Ірландії у 1328—1329 років. Водночас він брав участь у справах пріорату Кілмейнхем і, як кажуть, багато зробив для збільшення його прибутків. Він помер у будинку Ордену лицарів-госпітальєрів в графстві Лімерік, у місті, яке завдяки лицарям цього ордену отримало назву Госпіталь.
У 1323 році він попередив короля Англії та Ірландії Едуарда II, що йому загрожує змова, заколот та державний переворот, небезпека з боку Роджера Мортімера, І графа Марч. Але ці попередження були марними — державний переворот відбувся, короля кинули до в'язниці, а потім вбили. Однак, після узурпації Мортімера, Роджер зміг працювати з ним і користувався його довірою, як пізніше він користувався довірою короля Англії та Ірландії Едуарда III.

### Суд над відьмами в Кілкенні
У 1324 році, коли Роджер Утлаг був лорд-канцлером Ірландії, він особисто та політично втягнувся в процес над відьмами в Кілкенні. Єпископ Оссорі Річард де Ледред, відомий «бич відьом та єретиків», звинуватив низку відомих місцевих жителів у чаклунстві. Було оголошено, що невістка Роджера Аліса Кайтелер та її син Вільям Аутлоу молодший чаклують і збираються влаштувати відьомський шабаш, куди мають злетітися відьми мало не з усієї Ірландії. За цих обставин прохання єпископа, щоб лорд-канцлер заарештував своїх родичів, було дивним. Роджер, якого історик О'Фланаган описав як людину, яка «не була такою легковірною, як інші, і завжди захищала свою родину», порадив, що має пройти сорок днів, перш ніж можна буде здійснити арешт. Коли єпископ відмовився припинити цю явно вигадану і сфальсифіковану справу, його самого заарештували, майже напевно за потураннями лорд-канцлера Ірландії, і ув'язнили на сімнадцять днів.
Не злякавшись свого ув'язнення, єпископ Ледред після звільнення з в'язниці повторно попросив Роджер Утлага заарештувати підозрюваних; водночас він проігнорував виклик лорд-канцлера з'явитися перед його судом, щоб виправдати заборону його діяльності. Попри зусилля Роджера Утлага зірвати процес, єпископ переконав юстиція Ірландії Джона Дарсі де Кнайта, І барона Дарсі, віддати передбачуваних відьом під суд. Кажуть, що Роджер Утлаг був присутній на суді, але будь-які його спроби домогтися виправдання обвинувачених були марними: усі вони були визнані винними і чаклунстві. Алісі вдалося втекти з в'язниці та втекти з країни, безсумнівно, завдяки допомозі свого швагра, але Вільяма засудили до покаяння, а іншуу звинувачену та засуджену, Петронеллу де Міт, спалили на вогнищі. Дочка Петронелли Базилія втекла разом з Алісою.
Тепер єпископ Ледред вирішив напасти на самого лорд-канцлера і в 1328 році звинуватив його в єресі. Це виявилося серйозною помилкою: Роджер був надійним слугою Корони, і його загалом любили та поважали; ніхто, крім єпископа Ледреда, не вірив, що він винен у чомусь, крім цілком зрозумілого бажання допомогти своїй родині. Роджер Утлаг розумно наполягав на повному розслідуванні: була призначена слідча комісія на чолі з Вільямом де Родьярдом, пізніше головним суддею Ірландської спільної судової палати, до складу якої входила більшість вищого духовенства, магнатів і дворянства Пейлу — англійської колонії в Ірландії, яка запросила свідків і дозволила робити будь-які розслідування, які вони бажають. Хоча деякі свідки свідчили проти Роджера, у звіті комісії було, що він був ревним і ортодоксальним борцем за християнську віру. Роджер Утлаг відсвяткував своє виправдання, влаштувавши жителям Дубліна публічний бенкет.

### Останні роки
Роджер Утлаг продовжував відігравати провідну роль у державних справах незадовго до своєї смерті. Парламент, який він скликав у 1328—1329 роках, мав на меті примирити ворогуючі угруповання знаті та переконати їх контролювати своїх послідовників, і мав певний короткочасний успіх. Домінуючою фігурою серед ірландської аристократії був Моріс Фітцджеральд, І граф Десмонд, про зухвалу і свавільну поведінку якого Роджер уже давав звіт Короні в 1327 році під час відвідування Вестмінстера. У 1331 році Десмонд разом із низкою інших аристократів був заарештований і ув'язнений за підозрою в «державній зраді», ймовірно необґрунтованій. Його звинувати в тому, що він збирався зробити себе королем Ірландії, а Ірландію зробити незалежним від Англії королівством. Роджер Утлаг як юстиціарій Ірландії особисто керував арештом. Однак вважалося нерозумним вдаватися до крайнощів проти графа Десмонда. Відповідно Роджеру Утлагу було надано повноваження вести слідство проти «всіх, хто веде війну проти короля», і було видано наказ, щоб жоден магнат не був страчений за «державну зраду». Він брав активну участь у підготовці візиту короля Англії та Ірландії Едуарда III до Ірландії, який так і не відбувся. У 1335 році Роджер вів переговори з ірландськими кланами в Ольстері та інших частинах Ірландії, на які влада Англії не поширилась, які в ті часи були незалежними королівствами і вели постійну війну з короною Англії. Проте переговори була марними — клани і далі лишалися непокірними і крок за кроком відвойовували територію Ірландії.

### Характер
Ірландський історик О'Фланаган хвалить Роджера Утлага як людину великої освіченості та здібностей, а також талановитого державного діяча, і зазначає, що, попри напад на нього з боку єпископа де Ледреда, він вийшов із процесу над відьмами в Кілкенні без ушкодженої репутації та без втрат для кар'єри та навіть з репутацією вищою, ніж раніше. Свого часу його вихваляли як «розважливу та милостиву людину», яка заслужила прихильність короля Англії та Ірландії.